# Diodato
Antonio Diodato, conhecido só pelo seu sobrenome Diodato (nascido em Aosta no dia 30 de agosto de 1981) é um cantautor italiano.
Ganhou o Festival de Sanremo de 2020 com a canção "Fai rumore" (Faça barulho), sendo assim designado como representante italiano no Festival Eurovisão da Canção 2020.

## Discografia

### Album em studio
- 2013 – E forse sono pazzo
- 2014 – A ritrovar bellezza
- 2017 – Cosa siamo diventati
- 2020 – Che vita meravigliosa

### Canções
- 2013 – Amore che vieni amore che vai
- 2014 – Ubriaco
- 2014 – Babilonia
- 2014 – Se solo avessi un altro
- 2014 – I miei demoni
- 2014 – Eternità
- 2016 – Mi si scioglie la bocca
- 2017 – Di questa felicità
- 2017 – Cretino che sei
- 2018 – Adesso (com Roy Paci)
- 2018 – Essere semplice
- 2019 – Il commerciante
- 2019 – Non ti amo più
- 2019 – Che vita meravigliosa
- 2020 – Fai rumore

## Filmografia

### Ator
- Un'avventura, direção de Marco Danieli (2019)